# S-8ロケット弾

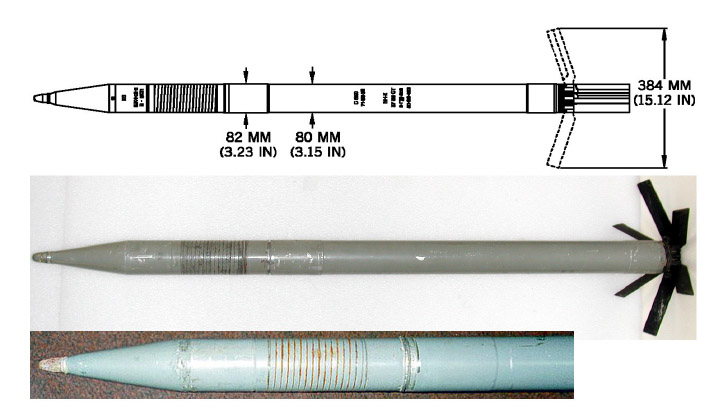
S-8ロケット弾
写真は、成形炸薬弾頭式のS-8 KOM

S-8ロケット弾（S-8ロケットだん）は、ソビエト連邦によって開発された航空機搭載型の対地攻撃用ロケット弾である。現在はロシア空軍やその他の輸出先の多くの国々で使用されている。

## 概要
S-8ロケット弾は、攻撃機やヘリコプターが使用する直径80mmのロケット弾として、1970年代から開発が開始された。このシステムが実戦配備されたのは1984年のことであり、HEATや破片効果榴弾、煙幕弾、焼夷弾など数種類の弾頭が生産された。前任のS-5ロケット弾（直径55mm）よりも弾頭容積が拡大したため、滑走路破壊用のS-8BMやサーモバリック弾頭のS-8DMなど、さらに多彩なタイプが生産されている。弾頭によって差異はあるが、どのロケットも概ね全長1.5-1.7m、重量は11.3-15.2kgほどである。射程は2-4km。

## ランチャー諸元

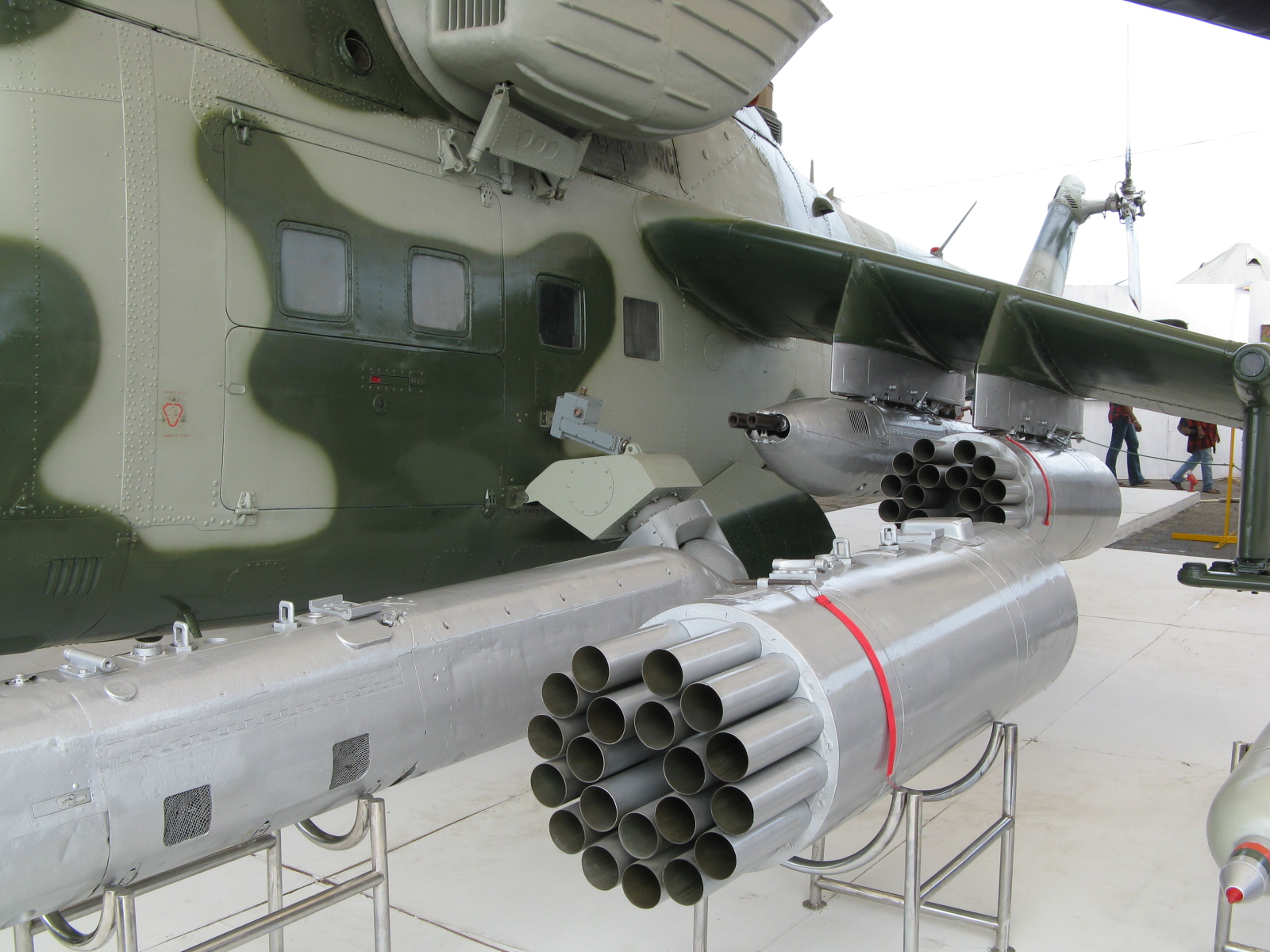
B-8V20ポッド

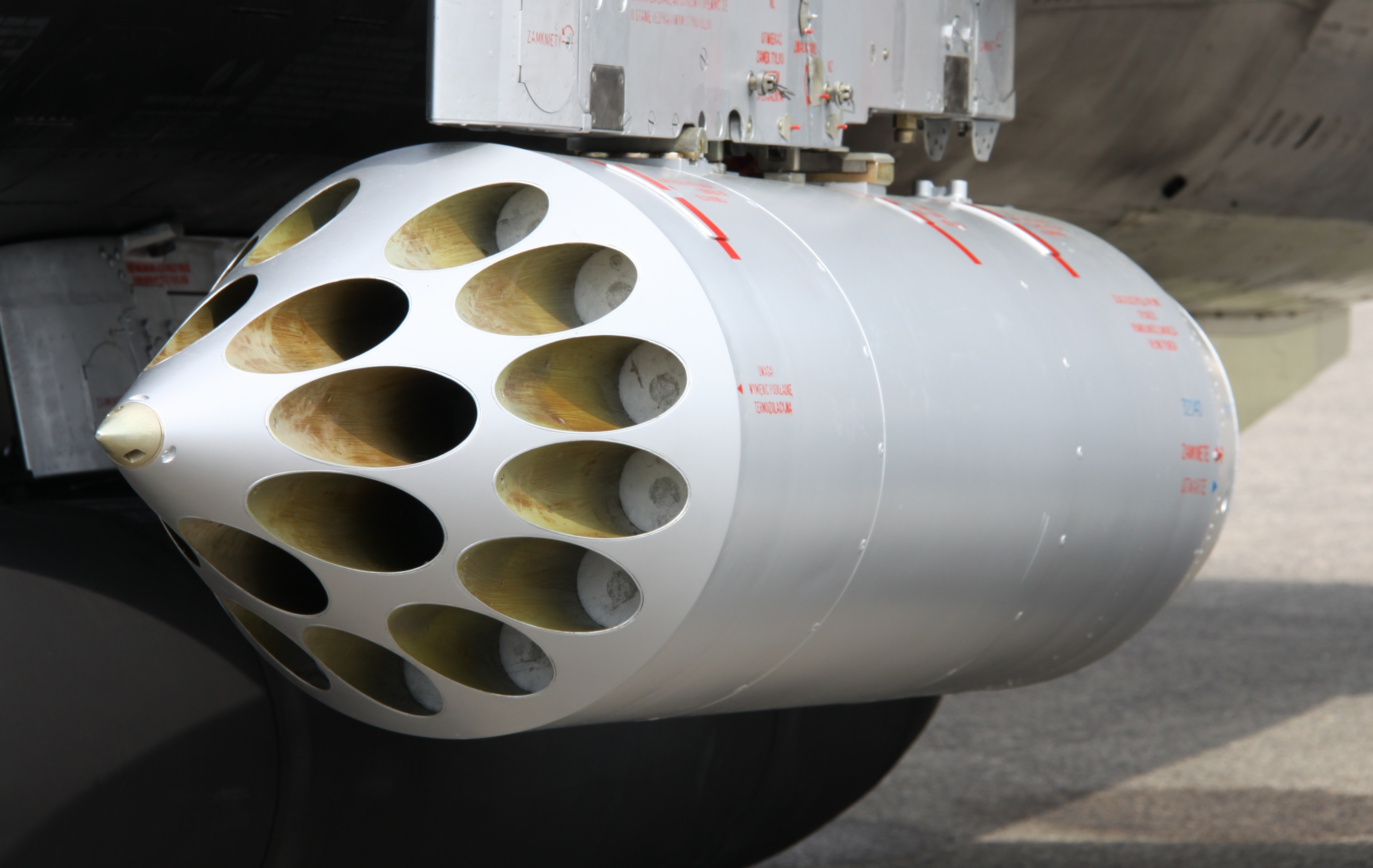
B-8M1ポッド

S-8は、Bシリーズのロケットポッドに7発ないし20発を搭載され運用される。Bシリーズのロケットポッドの詳細は以下の通り。
B-8V7（Б-8В7）
ロケット搭載数：7
長さ×直径：1,700×336mm
空虚重量：40kg
搭載機：不明（固定翼機とヘリコプターの両方に搭載可能）
B-8V20（Б-8В20）
ロケット搭載数：20
長さ×直径：1,700×520mm
空虚重量：123kg
搭載機：Mi-17、Mi-24、Mi-28、Ka-29、Ka-50、Ka-52など（ヘリコプター用）
B-8M1（Б-8М1）
ロケット搭載数：20
長さ×直径：2,760×520mm
空虚重量：160kg
搭載機：MiG-27、MiG-29、Su-24、Su-25、Su-27など（固定翼機用）

## ロケット諸元
| 名称   | 種類               | 全長   | 発射重量 | 弾頭重量             | 射程                                | 注釈                                                          |
| ------ | ------------------ | ------ | -------- | -------------------- | ----------------------------------- | ------------------------------------------------------------- |
| S-8KO  | 成形炸薬弾（HEAT） | 1.57m  | 11.3kg   | 3.6kg （炸薬0.9kg）  | 1.3-4km                             | RHA換算で400mmの装甲貫徹能力を持つ。                          |
| S-8KOM | 成形炸薬弾（HEAT） | 1.57m  | 11.3kg   | 3.6kg （炸薬0.9kg）  | 1.3-4km                             | RHA換算で400mmの装甲貫徹の能力を持つ。 速度610m/s。           |
| S-8B   | 貫徹弾頭           | 1.5m   | 15.2kg   | 7.41kg （炸薬0.6kg） | 1.2-2.2km                           | 800mmの硬化コンクリートを貫徹する。                           |
| S-8BM  | 貫徹弾頭           | 1.54m  | 15.2kg   | 7.41kg （炸薬0.6kg） | 1.2-2.2km                           | 800mmの硬化コンクリートを貫徹する。 速度450m/s。              |
| S-8D   | サーモバリック     | 1.66m  | 11.6kg   | 3.8kg （炸薬2.15kg） | 1.3-3km                             |                                                               |
| S-8DM  | サーモバリック     | 1.7m   | 11.6kg   | 3.8kg （炸薬2.15kg） | 1.3-3km                             | 速度590m/s。                                                  |
| S-8DF  | サーモバリック     | 1.68m  | 13.4kg   | 5.5kg （炸薬3.3kg）  | 1.3-4km                             | 速度500m/s。                                                  |
| S-8O   | 照明弾             | 1.63m  | 12.1kg   | 4.3kg                | 4-4.5km                             | 2メガカンデラの照明弾。                                       |
| S-8OM  | 照明弾             | 1.63m  | 12.1kg   | 4.3kg                | 4-4.5km                             | 2メガカンデラの照明弾。30秒間燃焼する。 速度545m/s。          |
| S-8T   | タンデムHEAT       | 1.7m   | 13kg     | 6.6kg （炸薬1.6kg）  | 1.3-4km                             | RHA換算で400mmの貫徹能力を持つタンデムHEAT弾頭。 速度470m/s。 |
| S-8P   | チャフ             | 1.63m  | 12.3kg   | 4.5kgのチャフ        | 2-3km                               |                                                               |
| S-8PM  | チャフ             | 1.63m  | 12.3kg   | 4.5kgのチャフ        | 2-3km                               | 速度545m/s                                                    |
| S-8S   | フレシェット弾     | 1.612m | 13kg     | 4.3kg                | 1.2-3.5km                           | 5束2,000発の矢弾が収容。                                      |
| S-8TsM | 目標指定           | 1.605m | 11.1kg   | 3.6kg                | 1.3-2km（ヘリ） 1.3-3km（固定翼機） | 6km先から視認できる煙幕を展開。                               |